# Anastrepta longissima
Anastrepta longissima là một loài rêu trong họ Anastrophyllaceae. Loài này được Stephani Stephani mô tả khoa học đầu tiên năm 1902.